# Узијел Пијаде
Узијел (Велизар) С. Пијаде (Београд, 1894 — Ниш, 10. фебруар 1943) био је лекар јеврејског порекла у јужној Србији.

## Биографија
Био је један од шесторице синова имућног трговца Самуела Пијаде. Завршио је студије медицине у Бечу и након завршетка Првог светског рата дошао у Лесковац као срески лекар, према неким изворима већ 1919. док његова ћерка наводи 1923. као годину доласка. Заједно са Жаком Конфином основао је рендгенолошку службу, а у својој ординацији у Улици краља Александра прекопута хотела "Дубочица" имао је и рендген апарат. Отворио је санаторијум, а свој путнички аутомобил ставио је на располагање као санитетско возило. Помоћник му је био Андрија Сенеш.
У Лесковцу се укључио и у обнављање Соколског друштва "Душан Силни", чији је касније био и старешина, и Савезне ловачке дружине "Краљ Милутин". Његова кућа је словила за неформални дом културе у коме су се могли чути и видети музичари, глумци и грађанска елита тог доба.
У новембру 1941. године одведен је у логор "Црвени крст" у Нишу. Децембра је у исти логор доведена и његова ћерка из мешовитог брака, Јелена. Био је лекар логора од јануара 1942. до јануара 1943. године, у време када су Немци спроводили казнене мере због пробоја логора 2. фебруара и бега групе комуниста 12. децембра 1942. године. Као познавалац немачког језика био је и тумач те је на саслушањима често мењао исказе логораша ако је сматрао да би саслушавани био у неприлици са тачним преводом. Један од догађаја који је знатно утицао на њега било је краткотрајно лечење његове братанице Алисе Пијаде која је као болничарка ухваћена са још неколико партизана Бабичког одреда у пролеће 1942. године. Након мучења стрељана је са још неколико десетина логораша на Бубњу.
Његов живот се угасио стрељањем у фебруару 1943. године. Свестан да иде на стрељање ушао је у женску собу у логору, објавио где иде и оставио свој лекарски коферчић и маказице за успомену.